# David Asher
| Odkryte planetoidy: 10 | Odkryte planetoidy: 10 |
| ---------------------- | ---------------------- |
| (9084) Achristou       | 3 lutego 1995          |
| (10369) Sinden         | 8 lutego 1995          |
| (12395) Richnelson     | 8 lutego 1995          |
| (15834) McBride        | 4 lutego 1995          |
| (16693) Moseley        | 26 grudnia 1994        |
| (22403) Manjitludher   | 5 czerwca 1995         |
| (26891) Johnbutler     | 7 lutego 1995          |
| (37678) McClure        | 3 lutego 1995          |
| (42531) McKenna        | 5 czerwca 1995         |
| (58345) Moomintroll    | 7 lutego 1995          |

David J. Asher (ur. 1966 w Edynburgu) – brytyjski astronom. Odkrył 10 planetoid. Prowadził badania nad meteorytami, wspólnie z Robertem McNaughtem.
W uznaniu jego pracy jedną z planetoid nazwano (6564) Asher.